# La Lama
La Lama o Lama (en gallego y oficialmentente: A Lama) es un municipio de la provincia de Pontevedra, pertenece a la  comarca del mismo nombre. Cuenta con una población de 2515 habitantes (INE 2024).

## Toponimia
En su principio fue conocida como capital de una comarca llamada Cal de Vergazo. Posteriormente conocida como Pedreira, luego como La Lama y actualmente en su grafía gallega A Lama.

## Situación
Es un municipio interior situado en el noreste de la provincia de Pontevedra y es eminentemente rural, con muchos lugares de interés y espacios naturales de extraordinaria belleza que lo hacen propicio para el turismo rural que está teniendo un gran auge en estos últimos años. Tiene una extensión de 111,76 km². La distancia a la capital de la provincia es de 31 km y a Vigo de 50 km.
Los municipios limítrofes son al noroeste Cotobade, al oeste Puentecaldelas, al sur Fornelos de Montes, al noreste Forcarey, todo es la provincia de Pontevedra, y al este con Beariz, en la provincia de Orense. Las principales vías de comunicación son las carreteras Pontevedra - A Cañiza que pasa por las parroquias de Verducido y Gaxate, y la carretera que viene del ayuntamiento de Cotobade y pasa por la parroquia de Antas comunicando con el ayuntamiento de Beariz.

## Geografía
- Superficie: 112 km².

## Historia
Las tierras de La Lama estuvieron pobladas desde la prehistoria, conservándose restos arqueológicos de las culturas megalíticas desde los años 4000 a 2000 a. C. como las mámoas de Portela da Cruz, O Seixo, O Suído, y en Antas.
De la Edad de Bronce se encontró en La Lama una espada de tipo argárico del año 1500 a. C. y en Verducido y en el Castro de Gaxate varias hachas de bronce. De esta edad son los grabados rupestres en Chan do Campo, Outeiro Seixiño, Val do Gato, y A Laxa das Puzas (Verducido).
Perteneciente a la Cultura de los Castros existen tres identificados: el Monte do Castro en Gaxate, el Monte do Castro en A Lama, y el de Xende.
En la Época Medieval la zona norte fue colonizada por los Monjes de Armenteira a partir del siglo XV y el resto pertenecía a los señores de Sotomayor entre los que destacó Pedro Álvarez ("Pedro Madruga"), que contaba con una fortaleza en Fornelos.
Ya en los siglos XVII y XVIII hay que destacar el aumento de población y de la ganadería por la introducción del maíz, la patata y la castaña procedentes de América, y el cambio que supuso en la agricultura. Con estas mejoras comienza a desaparecer la emigración a Castilla de los temporeros para la siega del trigo en verano, hasta su total desaparición en el siglo XIX, y aumenta la construcción de caminos, iglesias, pazos y puentes. De esta época son los puentes de Verducido sobre el río Parada, el del antiguo camino de Ribadavia a Pontevedra y el de Liñares.
En el siglo XIX España es invadida completamente por los franceses. Desde 1809 se constituyeron puestos de vigilancia denominados "alarmas" desde los que se hostigaba a las tropas enemigas. Hay que destacar tres enfrentamientos, el de Pontevedra, el de Puentecaldelas y el de Pontesampaio, marcados por el uso de cañones hechos de madera de boj.
La emigración a América hace posible la compra de las tierras a los nobles y la construcción de edificaciones educativas y centros de beneficencia. A principios del siglo pasado hubo una emigración en dirección a  América del Sur con destinos como Argentina, Brasil, Venezuela y en América del Norte México. Después de la guerra civil española, la emigración se dirige hacia Europa, siendo Francia, Suiza, Alemania, y Bélgica los países de destino.
En 1998 se inauguró el centro penitenciario de La Lama.

## Geografía humana

### Demografía
Cuenta con una población de 2515 habitantes (INE 2024).
| Gráfica de evolución demográfica de A Lama entre 1842 y 2021 |
| |
| Población de derecho según los censos de población del INE Población de hecho según los censos de población del INEEn estos censos se denominaba Lama: 1842, 1857, 1860, 1877, 1887, 1897, 1900, 1910, 1920, 1930, 1940, 1950, 1960, 1970 y 1981 |

### Parroquias
Parroquias que forman parte del municipio:
- Antas (Santiago)
- Barcia (Santa Ana)
- Berducido (San Martín)
- Covelo (San Sebastián)
- Escuadra (San Lorenzo)
- Gaxate (San Pedro)[6]
- Gende (San Pablo)[6]
- Xesta (San Bartolomé)[6]
- Lama (San Salvador)
- Seixido (San Bartolomé)[6]

## Deportes
La Lama cuenta con un equipo de fútbol llamado A Lama S.D aunque siempre se identifica con los aficionados como A Lama que en la temporada 2007-2008 consiguió el ascenso a la 2.ª regional quedando líder de grupo.